# Зелена Роща (Усть-Тарцький район)
Зелена Роща (рос. Зелёная Роща) — присілок у Усть-Тарцькому районі Новосибірської області Російської Федерації.
Входить до складу муніципального утворення Козінська сільрада. Населення становить 150 осіб (2010).

## Історія
Згідно із законом від 2 червня 2004 року органом місцевого самоврядування є Козінська сільрада.

## Населення
| 2002 | 2007 | 2010 |
| ---- | ---- | ---- |
| 195  | ↘177 | ↘150 |